# みよし市
みよし市（みよしし）は、愛知県の西三河地方にある市。

## 概要

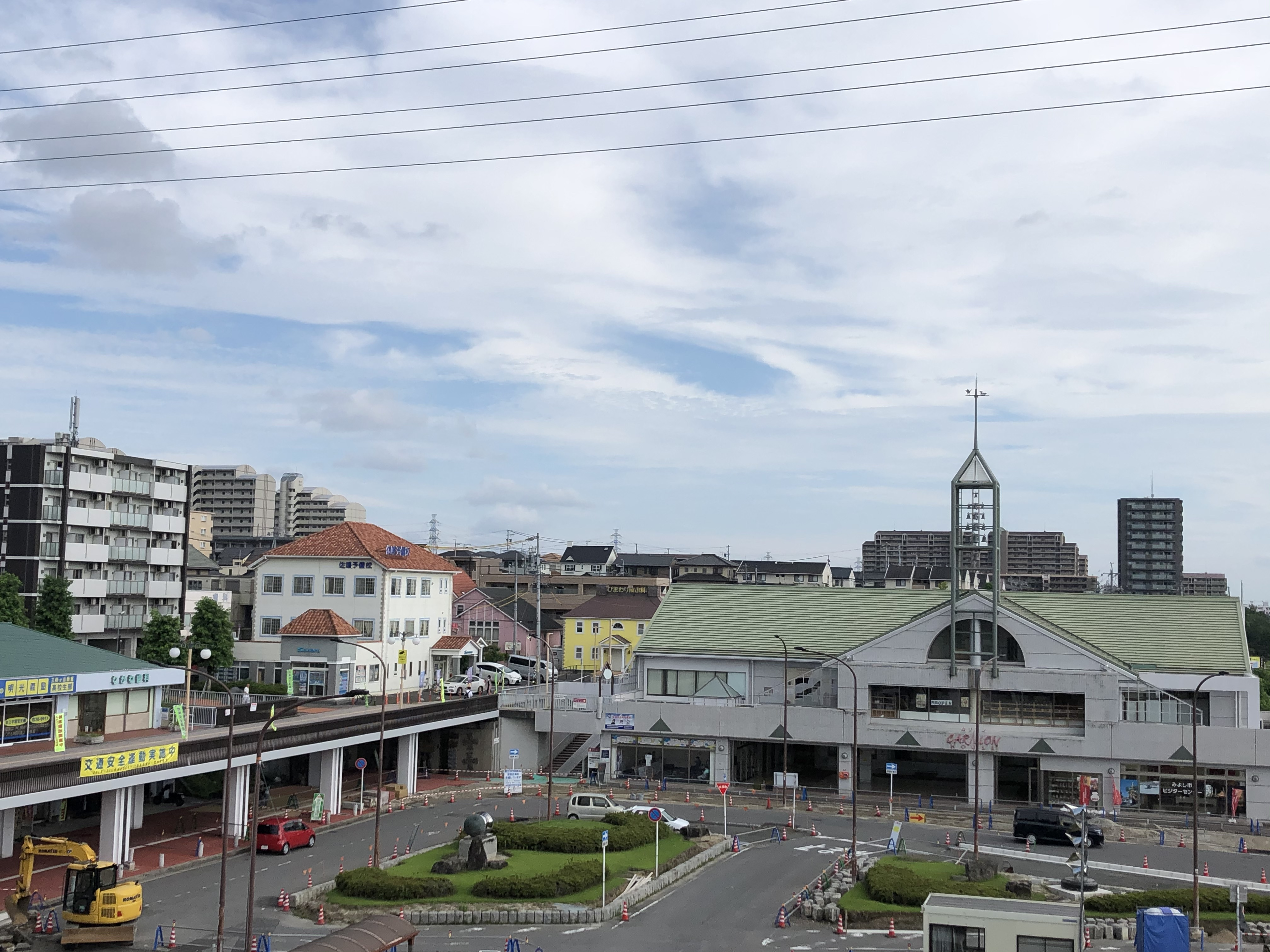
三好ヶ丘の街並み

2005年（平成17年）の国勢調査における西加茂郡三好町の人口は56,252人であり、市制施行に必要な人口要件を満たした。三好町は2010年（平成22年）1月4日に市制施行してみよし市が発足した。2006年（平成18年）には徳島県三好市が発足しており、同一名称を避けるとする国の方針に則って市名がひらがなになった。
トヨタ自動車の工場が立地し、西三河自動車工業地域の一角をなし、工業化とともに住宅地化も進んでいる。そのため、財政は比較的裕福な自治体である。

### 地名の由来
僧行観（ぎょうかん）自達坊の出身地、三河国鳳来寺付近の「三吉」に因むと言われる。
寛文年間（1661-1673）に「三好」と改められたという。

## 地理

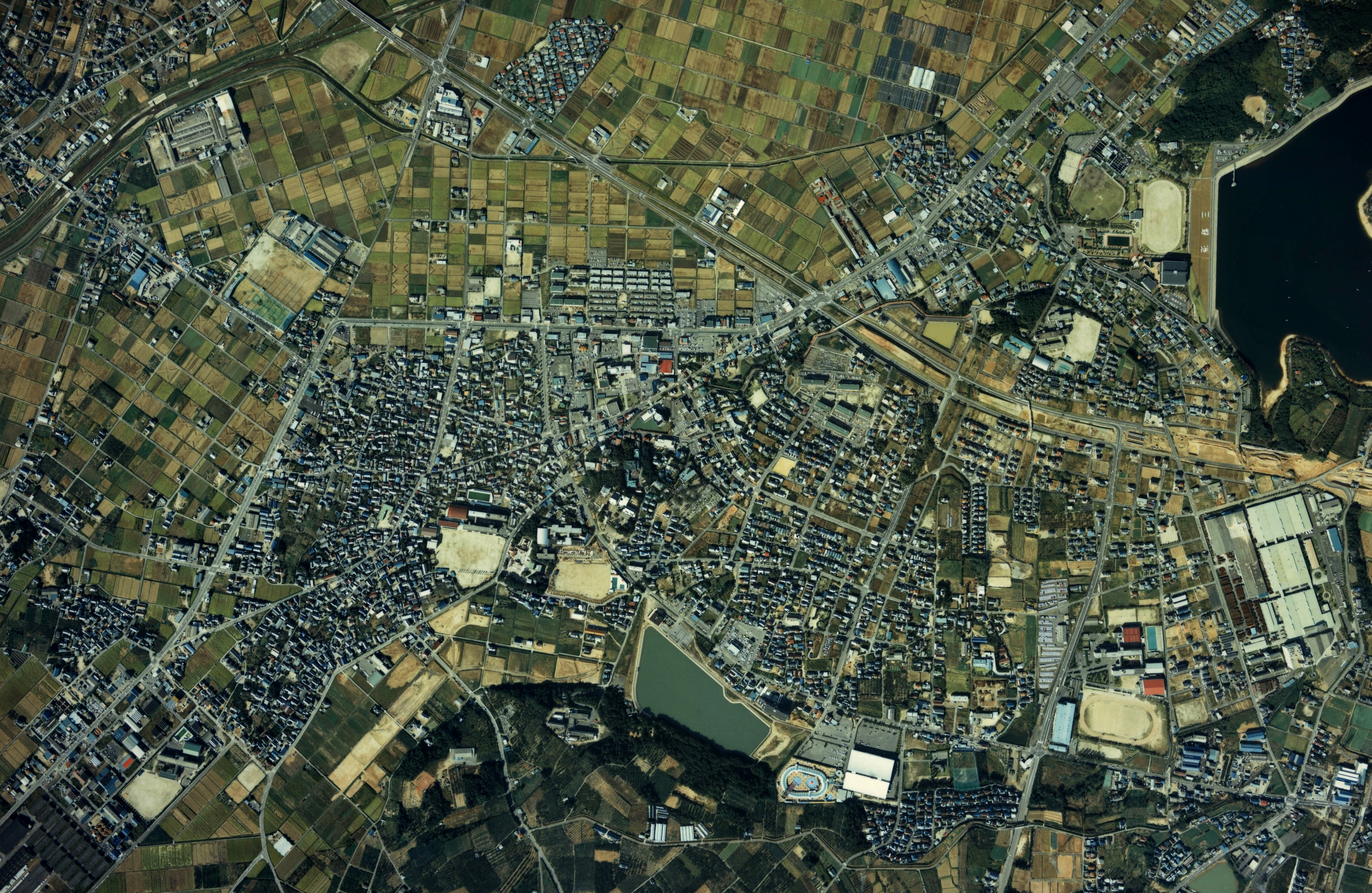
みよし市中心部周辺の空中写真。1987年撮影の2枚を合成作成。
。

- 愛知県のほぼ中央に位置し、自然が多く残っている。名古屋市にも近い。市のほとんどが平地（岡崎平野の端にあたる）だが、北部に山林（尾張丘陵の端にあたる）が多い。「三好面」と呼ばれる洪積台地の上に位置している。その北部である三好ヶ丘や黒笹のあたりでは、急速に宅地化が進んでいる。
- 市内には大きな池が2つある。三好池は市の中央に位置しており、地元中学や高校などがカヌーなどで使用しているほど非常に大きい池である。また保田ヶ池では、2004年（平成16年）7月に第6回カヌーポロ世界選手権大会が開催された。その他に長田池もある。かつては、これらの溜池による、台地上の生産性の低い農業地域であったが、1961年（昭和36年）の愛知用水通水によって、果樹・野菜栽培地帯に変貌した。
- 主な河川としては、東郷町との境界に沿って南北に流れている二級河川の境川がある。
- 市内最高地は147.62m（黒笹町三ヶ峯[注釈 1]）、最低地は16.90m（福田町川端）。

### 地形

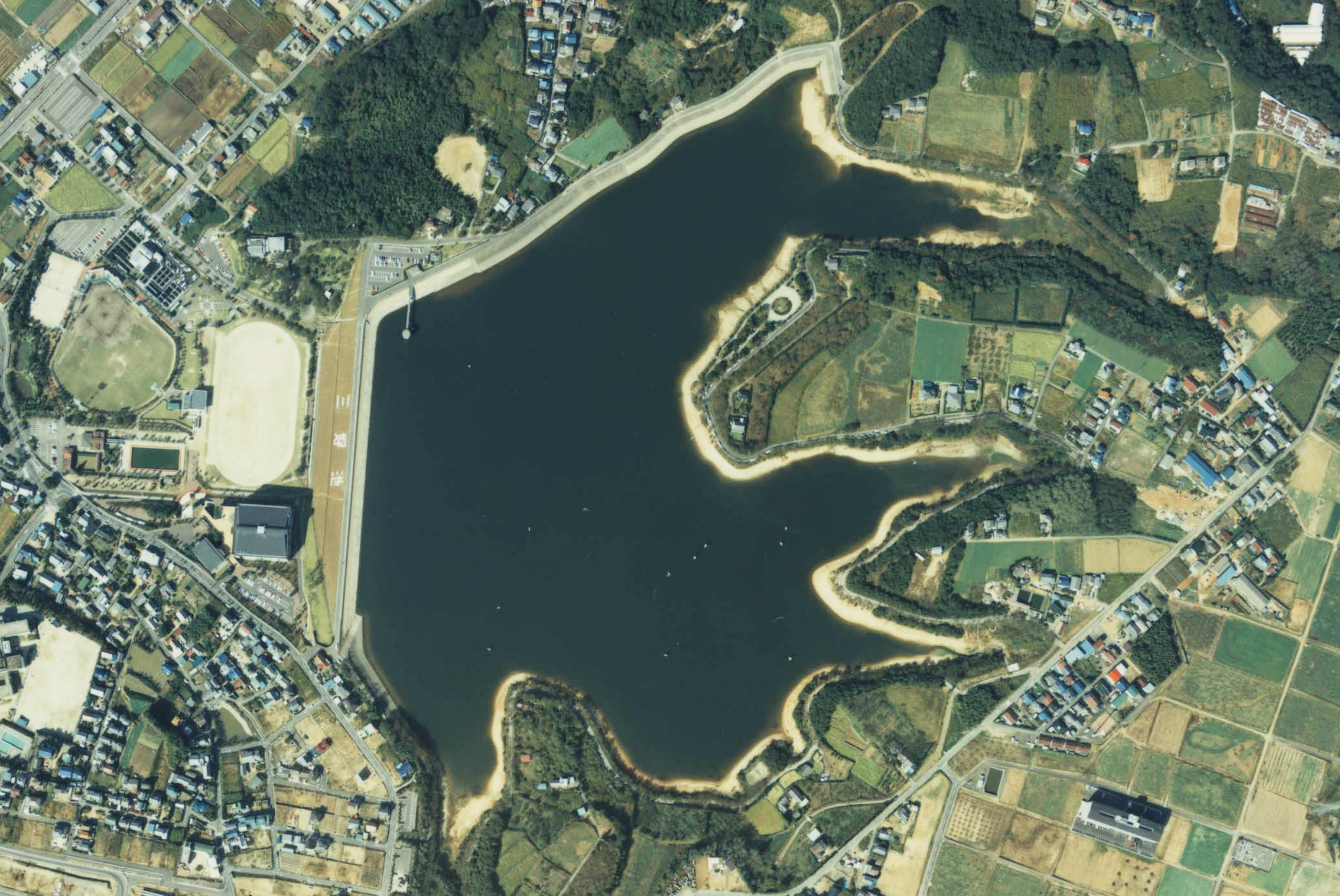
三好池を上空から撮影した航空写真

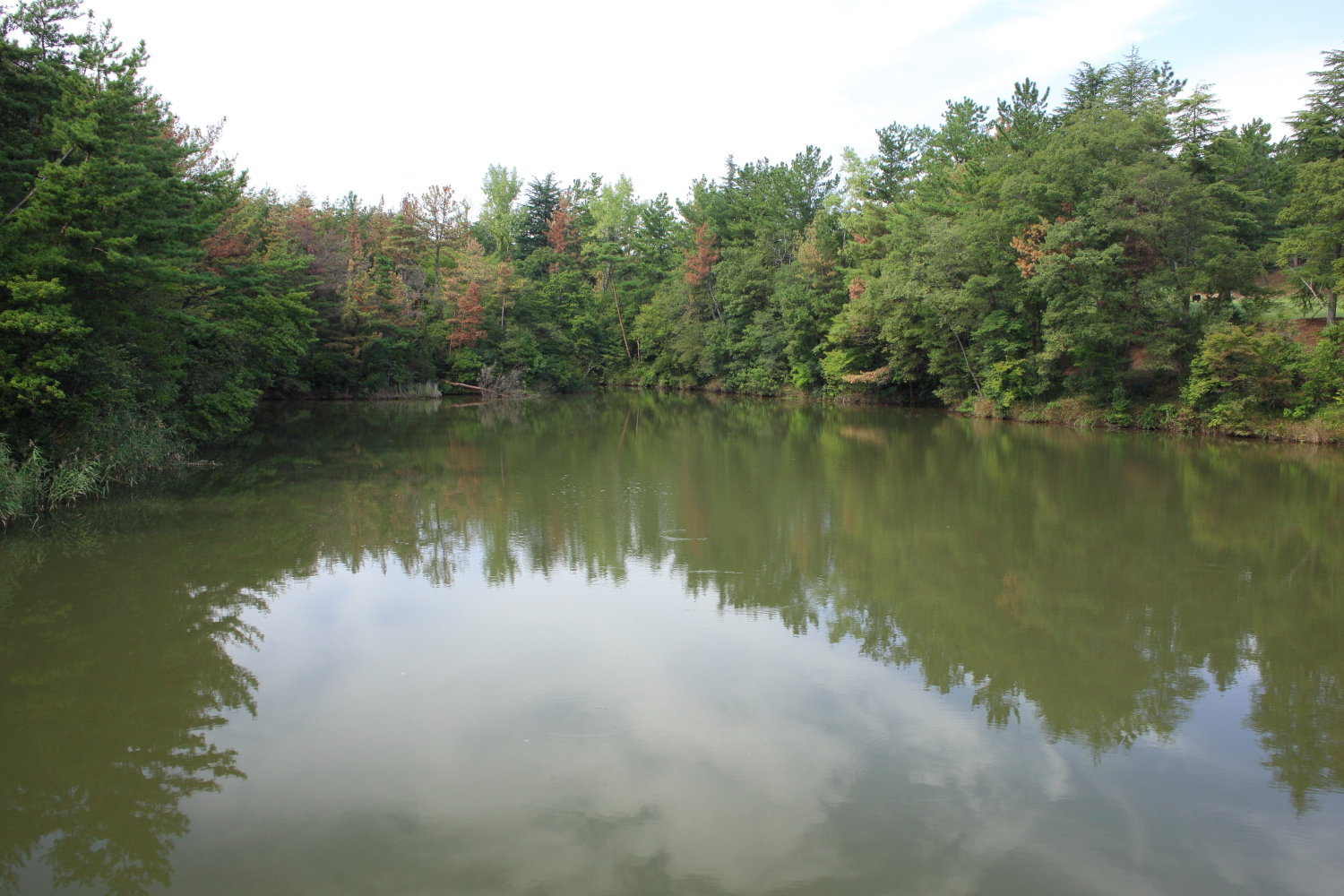
長田池

河川
- 境川

湖沼
- 愛知池
- 三好池
- 細口池
- 保田ヶ池
- 長田池
- 百々池
- 四井池

### 町名
- 莇生町
- 福谷町
- 打越町
- 黒笹
- 黒笹いずみ
- 黒笹町
- 黒笹山手
- 潮見
- 園原
- 天王台
- 西一色町
- 西陣取山
- 根浦町
- 東陣取山
- 東蜂ヶ池
- 東山台
- ひばりヶ丘
- 福田町
- 南台
- みなよし台
- 明知町
- 三好丘
- 三好丘あおば
- 三好丘旭
- 三好丘桜
- 三好丘緑
- 三好町

### 行政区
| きたよし（11行政区）              |                                             |                                      |
| - 莇生 - 福谷 - 黒笹 - 高嶺       | - ひばりヶ丘 - 阿弥陀堂 - 三好丘 - 三好丘緑 | - 三好丘旭 - 三好丘桜 - 三好丘あおば |
| なかよし（10行政区）              |                                             |                                      |
| - 新屋 - 三好上 - 三好下 - 西一色 | - 福田 - 東山 - 好住 - 中島                 | - 平池 - 上ヶ池                      |
| みなよし（4行政区）               |                                             |                                      |
| - 明知上 - 明知下                 | - 打越 - 山伏                               |                                      |

### 人口
| |                                          |  |
| みよし市と全国の年齢別人口分布（2005年） | みよし市の年齢・男女別人口分布（2005年） |  |
| ■紫色 ― みよし市 ■緑色 ― 日本全国 | ■青色 ― 男性 ■赤色 ― 女性                |  |
| みよし市（に相当する地域）の人口の推移 \| 1970年（昭和45年） \| 19,734人 \| \| \| 1975年（昭和50年） \| 25,303人 \| \| \| 1980年（昭和55年） \| 28,552人 \| \| \| 1985年（昭和60年） \| 30,039人 \| \| \| 1990年（平成2年） \| 32,241人 \| \| \| 1995年（平成7年） \| 39,920人 \| \| \| 2000年（平成12年） \| 47,684人 \| \| \| 2005年（平成17年） \| 56,252人 \| \| \| 2010年（平成22年） \| 60,098人 \| \| \| 2015年（平成27年） \| 61,810人 \| \| \| 2020年（令和2年） \| 61,952人 \| \| |                                          |  |
| 総務省統計局 国勢調査より |                                          |  |
| 1970年（昭和45年） | 19,734人                                 |  |
| 1975年（昭和50年） | 25,303人                                 |  |
| 1980年（昭和55年） | 28,552人                                 |  |
| 1985年（昭和60年） | 30,039人                                 |  |
| 1990年（平成2年） | 32,241人                                 |  |
| 1995年（平成7年） | 39,920人                                 |  |
| 2000年（平成12年） | 47,684人                                 |  |
| 2005年（平成17年） | 56,252人                                 |  |
| 2010年（平成22年） | 60,098人                                 |  |
| 2015年（平成27年） | 61,810人                                 |  |
| 2020年（令和2年） | 61,952人                                 |  |

### 隣接する自治体
愛知県
- 豊田市
- 日進市
- 刈谷市
- 愛知郡東郷町

## 歴史

### 近世
江戸時代に編纂された三河国の地誌『三河国二葉松』には、三吉や打越という村落名が見える。天保8年（1837年）に製作された『参河国全図』には、三吉、黒笹、打越、一色、北莇生、南莇生という村名が見える。

### 近現代
- 1881年（明治14年）8月1日 - 北莇生村と南莇生村が合併し、莇生村となる。
- 1889年（明治22年）10月1日 - 町村制施行により、三吉村・福田村・西一色村が合併した西加茂郡三好村、莇生村・福谷村・黒笹村が合併した莇生村、明知村・打越村が合併した明越村が発足した。
- 1906年（明治39年）7月1日 - （旧）三好村・莇生村・明越村が合併して（新）三好村が発足した。
- 1958年（昭和33年）4月1日 - 三好村が町制を施行して三好町が発足した。
- 2002年（平成14年）12月24日 - 人口5万人を突破。
- 2003年（平成15年）8月5日 - 豊田加茂合併協議会から離脱。
- 2010年（平成22年）1月1日 - 人口6万人を突破。
- 2010年（平成22年）1月4日 - 三好町がみよし町に改称。同時に市制を施行してみよし市が発足した。同時に西加茂郡が消滅した。

### 平成の大合併
豊田加茂合併協議会
2003年6月に全世帯主を対象に、アンケート用紙を配布して「町民アンケート」を実施。（有効回答率67.69%）
| 豊田市と合併 | 単独市制 | 町制維持 | わからない | その他 | 無回答 |
| ------------ | -------- | -------- | ---------- | ------ | ------ |
| 19.2%        | 47.5%    | 22.8%    | 5.9%       | 4.5%   | 0.1    |

どの行政区も、合併のメリットより単独での市制を希望する結果となった。上記の結果を受け、同年8月に豊田加茂協議会から離脱を表明した。
町制の維持
2005年11月に全世帯主を対象に、アンケート用紙を配布して「町民アンケート」を実施。（有効回答率65.1%）
| 町制維持 | どちらかといえば町制 | 市制施行 | どちらかといえば市制 | 無回答 |
| -------- | -------------------- | -------- | -------------------- | ------ |
| 32.8%    | 22.2%                | 24.1%    | 19.5%                | 1.4%   |

町北部は過半数で市制施行を望んだが、町中南部は過半数で町制維持を望んだ。結果、過半数を占めた「町制維持」を決定した。
合併協議のアンケート時では、町中南部でも市制施行が多かったがこのときの結果は違った。これは現状に満足している点や、市制により福祉事務所設置など新たな出費に懸念した結果と思われる。この結果を受け、町制維持を決定した。また2006年（平成18年）1月31日をもって市制準備室は廃止した。
市制施行
豊田市との合併拒否、豊田ナンバーへの参加を拒否し、東西加茂郡を唯一構成する自治体として残留したが、愛知県内での郡町村の数の激減による郡町村構成自治体の発言力の低下、また近隣の知多郡東浦町が市制施行を準備しているなど、もはや郡部に残留するメリットがないと判断した。
しかし市制施行した場合、すでに三好市が徳島県に存在し、「同じ漢字の市名は既存の市の名称と同一とならないように十分配慮すること」との1970年の自治省通知に抵触する問題に直面した。2004年に総務省から「相手方に異議がなければ拒否するものではない」との見解を得たものの、2007年11月に徳島県三好市側より「議会や市民も到底納得できない。反対であることをお伝えするしかない」と拒否され、結局市名は平仮名で「みよし市」に（ひらがな・カタカナ地名）、施行時期は2010年1月4日に決定した。行政手続きとしては、まず「三好町」を「みよし町」に改名し、同時に市制施行することとなった。

## 行政

### 市長
- 市長：小山祐（2021年12月8日就任）

#### 歴代首長
歴代三好町長
| 代   | 氏名       | 就任日        | 退任日        | 備考                   |
| ---- | ---------- | ------------- | ------------- | ---------------------- |
| 初代 | 久野源蔵   | 1958年4月1日  | 1965年4月16日 | 任期中に死去           |
| 2代  | 山田紀夫   | 1965年5月     | 1971年4月     |                        |
| 3代  | 加藤付雄   | 1971年4月     | 1979年4月     |                        |
| 4代  | 野々山茂   | 1979年4月     | 1985年11月6日 | 収賄容疑で逮捕され辞職 |
| 5代  | 小野田金章 | 1985年12月8日 | 1993年12月7日 |                        |
| 6代  | 塚本三千雄 | 1993年12月8日 | 2001年12月7日 |                        |
| 7代  | 久野知英   | 2001年12月8日 | 2010年1月3日  |                        |

歴代みよし市長
| 代   | 氏名       | 就任日        | 退任日        | 備考                         |
| ---- | ---------- | ------------- | ------------- | ---------------------------- |
| 初代 | 久野知英   | 2010年1月4日  | 2013年12月7日 |                              |
| 2代  | 小野田賢治 | 2013年12月8日 | 2021年12月7日 | 旧三好町長の小野田金章の長男 |
| 3代  | 小山祐     | 2021年12月8日 |               |                              |

### 姉妹都市・提携都市

#### 国外
友好都市
 コロンバス市（アメリカ合衆国 インディアナ州）
1995年（平成7年）2月16日 友好都市提携
フレンドシップ相手国
2005年（平成17年）に開催された愛知万博では一市町村一国フレンドシップ事業が行われた。名古屋市を除く愛知県内の市町村が120の万博公式参加国をフレンドシップ相手国として迎え入れた。
- ベリーズ国

#### 国内
友好都市
- 木曽町（長野県 木曽郡）
1983年（昭和58年）10月14日 旧三岳村と友好都市提携
- 士別市（北海道 上川総合振興局）
2000年（平成12年）10月6日 友好都市提携

### 広域行政
- 豊田三好事務組合（豊田市、みよし市）
  - 火葬場。不燃物処分場。し尿処理。
  - 平成20年3月31日解散。現在上記業務は、豊田市へ事務委託。
- 豊田警察署（豊田市、みよし市）
  - 豊田警察署 を参照。
- 尾三衛生組合（日進市、東郷町、みよし市）
  - ゴミ処理施設。
- 尾三消防組合（日進市、東郷町、みよし市、豊明市、長久手市）
  - 消防業務。
- 愛知中部水道企業団（豊明市、日進市、東郷町、長久手市、みよし市）
  - 上水道の供給。
- 衣浦東部保健所（刈谷市、安城市、知立市、高浜市、碧南市、みよし市）
  - 保健所の業務。
- 西三河自動車検査登録事務所（安城市、刈谷市、知立市、高浜市、碧南市、西尾市、みよし市）
  - 西三河自動車検査登録事務所にて三河ナンバーが交付される市町
- NTT市外局番：0561（東郷町、日進市などと同じ瀬戸MA[注釈 2]。豊田市は0565。）

## 議会

### 愛知県議会
2021年愛知県議会議員補欠選挙
- 定数：1人
- 選挙区：みよし市選挙区
- 任期：2021年11月 - 2023年4月29日
- 執行日：2021年11月21日

| 候補者名 | 当落 | 年齢 | 所属党派 | 新旧別 | 得票数 |
| -------- | ---- | ---- | -------- | ------ | ------ |
| 林文夫   | 当   | 59   | 無所属   | 新     | 無投票 |

2019年愛知県議会議員選挙
- 定数：1人
- 選挙区：みよし市選挙区
- 任期：2019年4月30日 - 2023年4月29日
- 執行日：2019年4月7日

| 候補者名 | 当落 | 年齢 | 所属党派 | 新旧別 | 得票数 |
| -------- | ---- | ---- | -------- | ------ | ------ |
| 小山祐   | 当   | 40   | 無所属   | 現     | 無投票 |

### 衆議院
- 選挙区：愛知11区（豊田市、みよし市）
- 任期：2024年10月27日 - 2028年10月26日
- 投票日：2024年10月27日
- 当日有権者数：382,181人（豊田市333,802人、みよし市48,379人）[11]
- 投票率：63.32%（豊田市63.48%、みよし市62.16%）

| 当落 | 候補者名   | 年齢 | 所属党派   | 新旧別 | 得票数    | 重複 |
| ---- | ---------- | ---- | ---------- | ------ | --------- | ---- |
| 当   | 丹野みどり | 51   | 国民民主党 | 新     | 134,528票 | ○    |
|      | 八木哲也   | 77   | 自由民主党 | 前     | 90,844票  |      |
|      | 植田和男   | 75   | 日本共産党 | 新     | 11,105票  |      |

## 施設

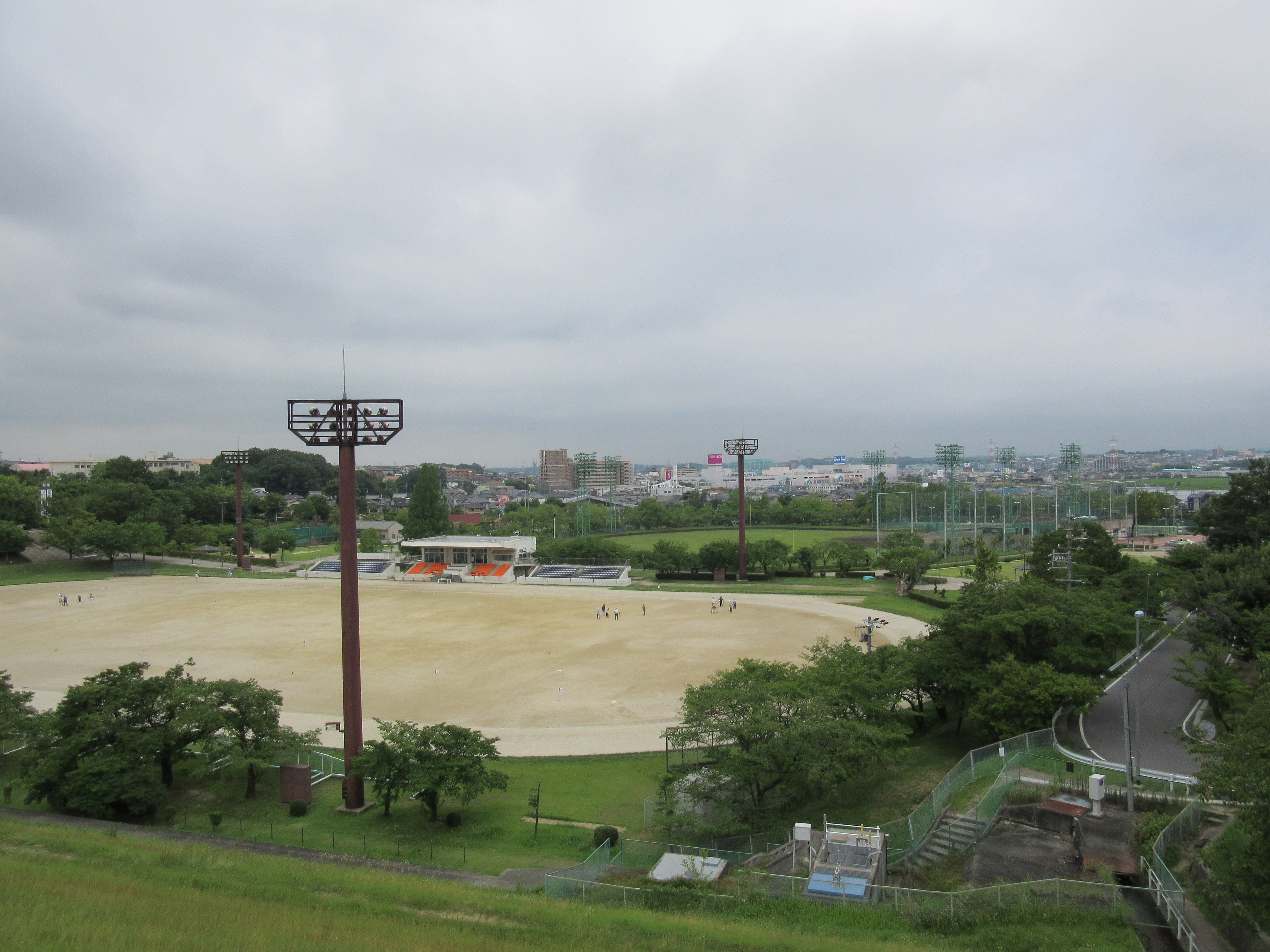
三好公園の陸上競技場と球場

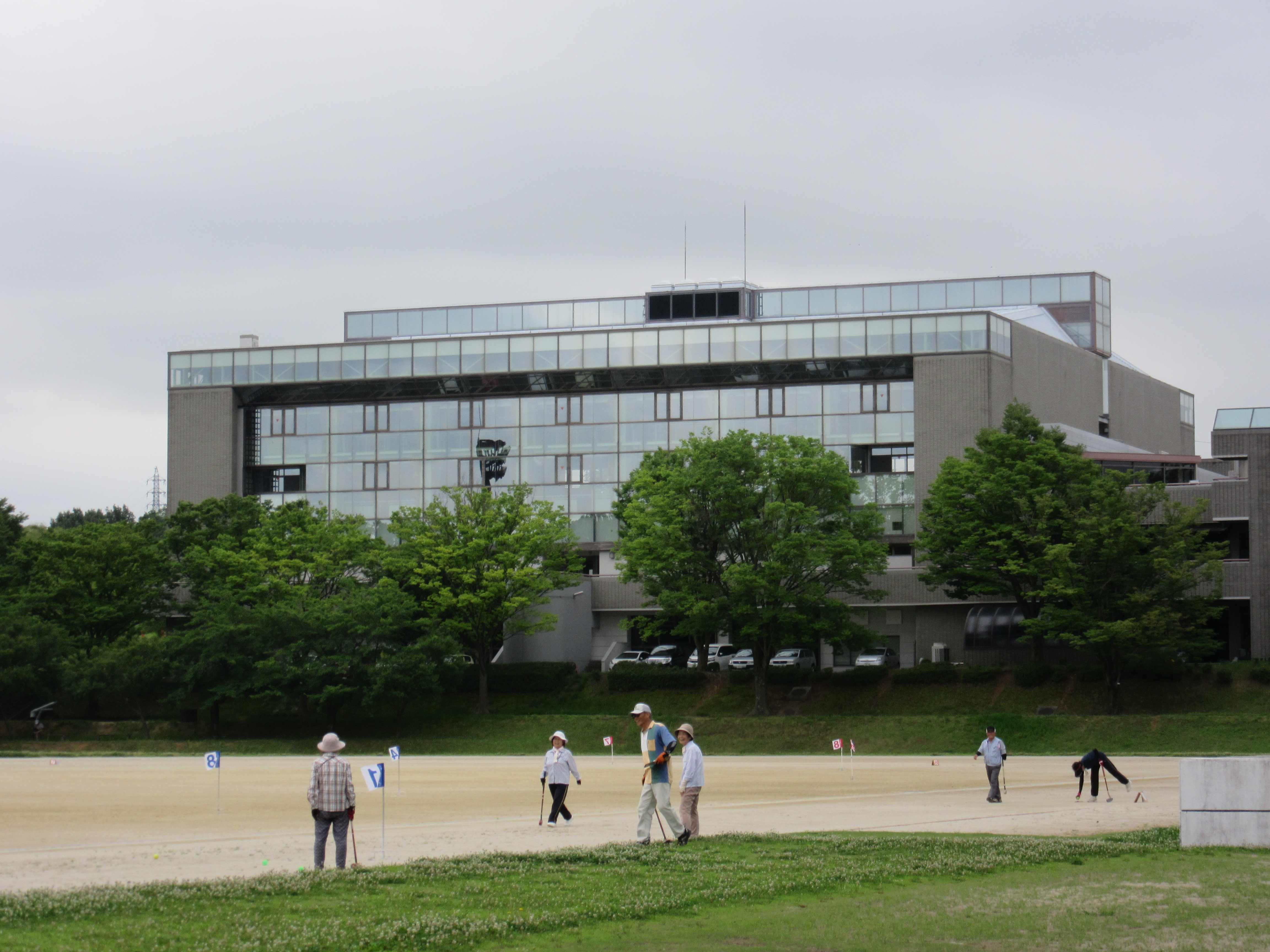
みよし市総合体育館

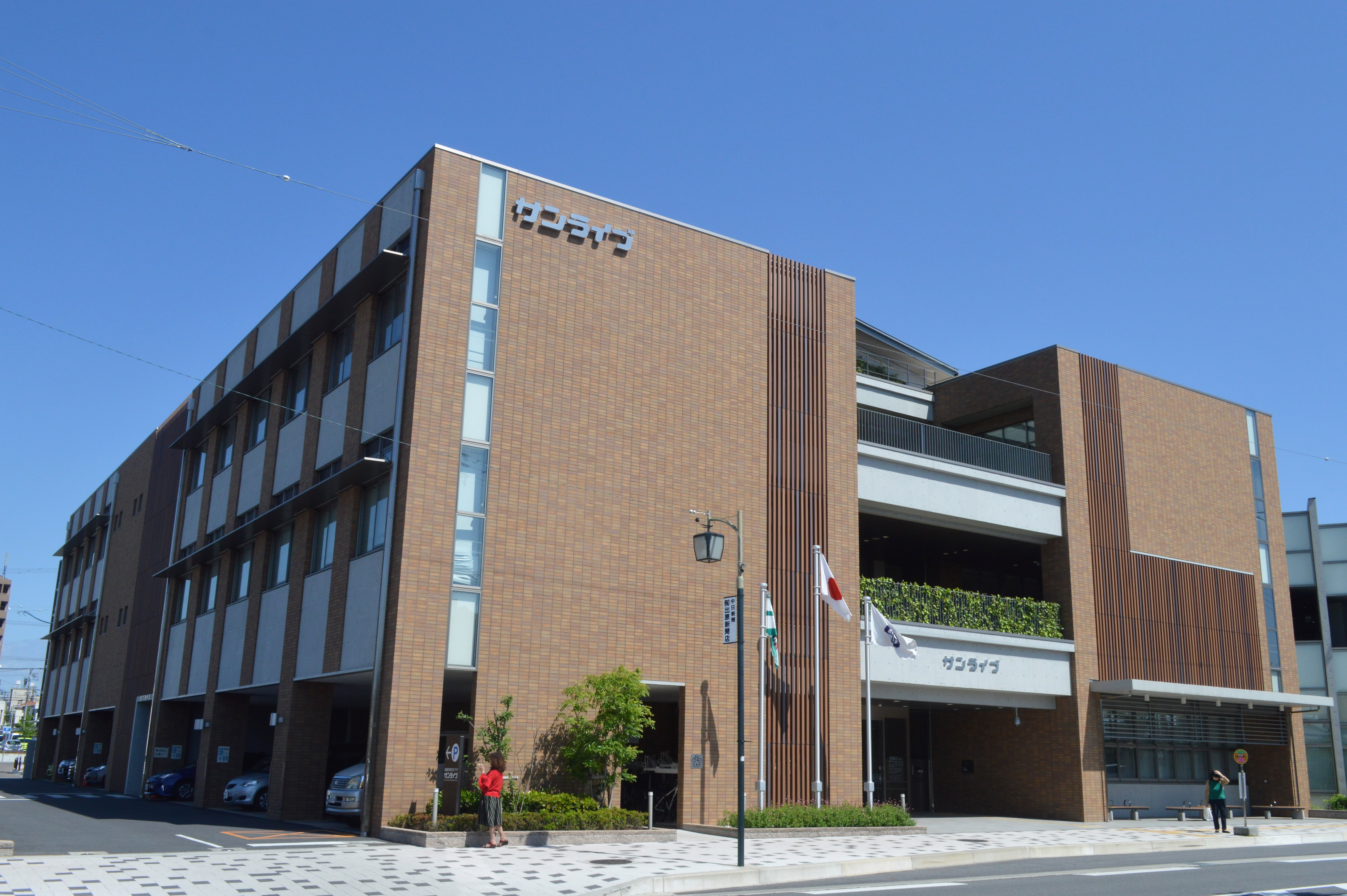
みよし市学習交流プラザ「サンライブ」

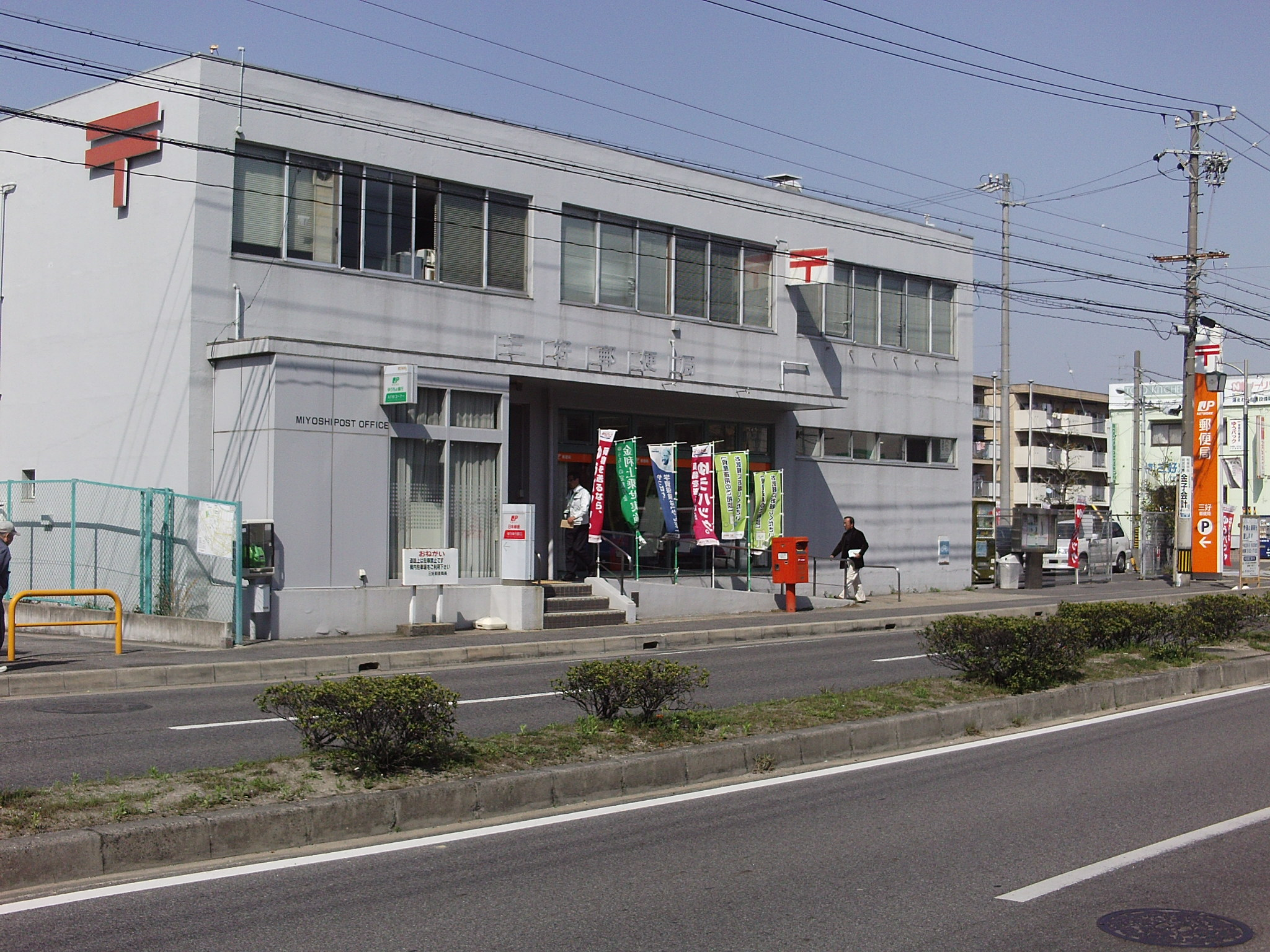
三好郵便局

### 国家機関
法務省
- 名古屋矯正管区 名古屋刑務所（みよし市ひばりヶ丘）

### 警察
市内に警察署はない。豊田警察署が管轄しているため2006年以降に登録された警察車両には三河ナンバーではなく豊田ナンバーが付いている。
本部
- 愛知県警豊田警察署

交番
- 三好丘交番（みよし市三好丘1丁目）
- 三好交番（みよし市三好町）
- みよし北交番（みよし市福谷町） - みよし市の防犯施設から交番に格上げ

駐在所
- 明知警察官駐在所（みよし市明知町）

### 消防
本部
- 尾三消防組合

消防署
- みよし消防署（みよし市福谷町）

出張所
- みよし消防署南出張所（みよし市明知町）

### 医療
公立病院
- みよし市民病院

### 郵便局
- 三好郵便局
- 三好ヶ丘郵便局
- みよし莇生郵便局
- 三好打越簡易郵便局

### 文化施設
- みよし市図書館学習交流プラザ「サンライブ」
  - みよし市立中央図書館
- 歴史民俗資料館
- 愛知県トラック協会 中部トラック研修センター
- みよし市勤労文化会館（通称文化センターサンアート。みよし市ふるさと会館併設）[注釈 3]

### 運動施設
- 野球場、陸上競技場、弓道場、総合体育館、テニスコート、カヌー競技場（三好公園内）
- みよし市総合体育館（アリーナ、武道場、卓球場）
- カヌーポロ競技場（保田ヶ池公園内）
- みよし市立旭グラウンド

### 公園・緑地
- 三好公園
- 三好ヶ丘公園
  - 三好ヶ丘1号公園（三好ヶ丘公園）
  - 三好ヶ丘2号公園（桜公園）
- 黒笹公園
- 福谷公園
- 保田ヶ池公園
- 森曽公園
- 三好ヶ丘緑地
- 陣取山緑地
- 福田緑地
- 和田緑地
- 前田緑道
- 三吉緑道

## 経済

### 第一次産業

#### 農業
- ぶどう
- 柿
- 梨
- アリスメロン

### 第二次産業

#### 工業
- トヨタ自動車 下山・三好・明知・の3工場
- トリニティ工業三好工場
- 中央発條三好工場
- ノリタケカンパニーリミテド名古屋事業所 - 研削材メーカーのノリタケコーテッドアブレーシブやノリタケデンタルサプライなどの本社・工場
- コムテック本社
- 小島プレス工業黒笹技術センター・小島総合研究所
- 豊田合成みよし物流センター
- 三五本社工場
- シンテックホズミ
- 住商鋼管中部支社
- 関西ペイント名古屋事業所
- 三好化成工業[12]
- ナトコ本社
- 萩原電気三好事業所
- TOYO TIRE名古屋事務所
- シンポ名古屋工場
- ダイナパックみよし事業所
- IMV名古屋営業所
- 旭化成ファーマ名古屋医薬工場
- 安川電機中部支店、中部ロボットセンタ
- 大興運輸三好支店

### 第三次産業

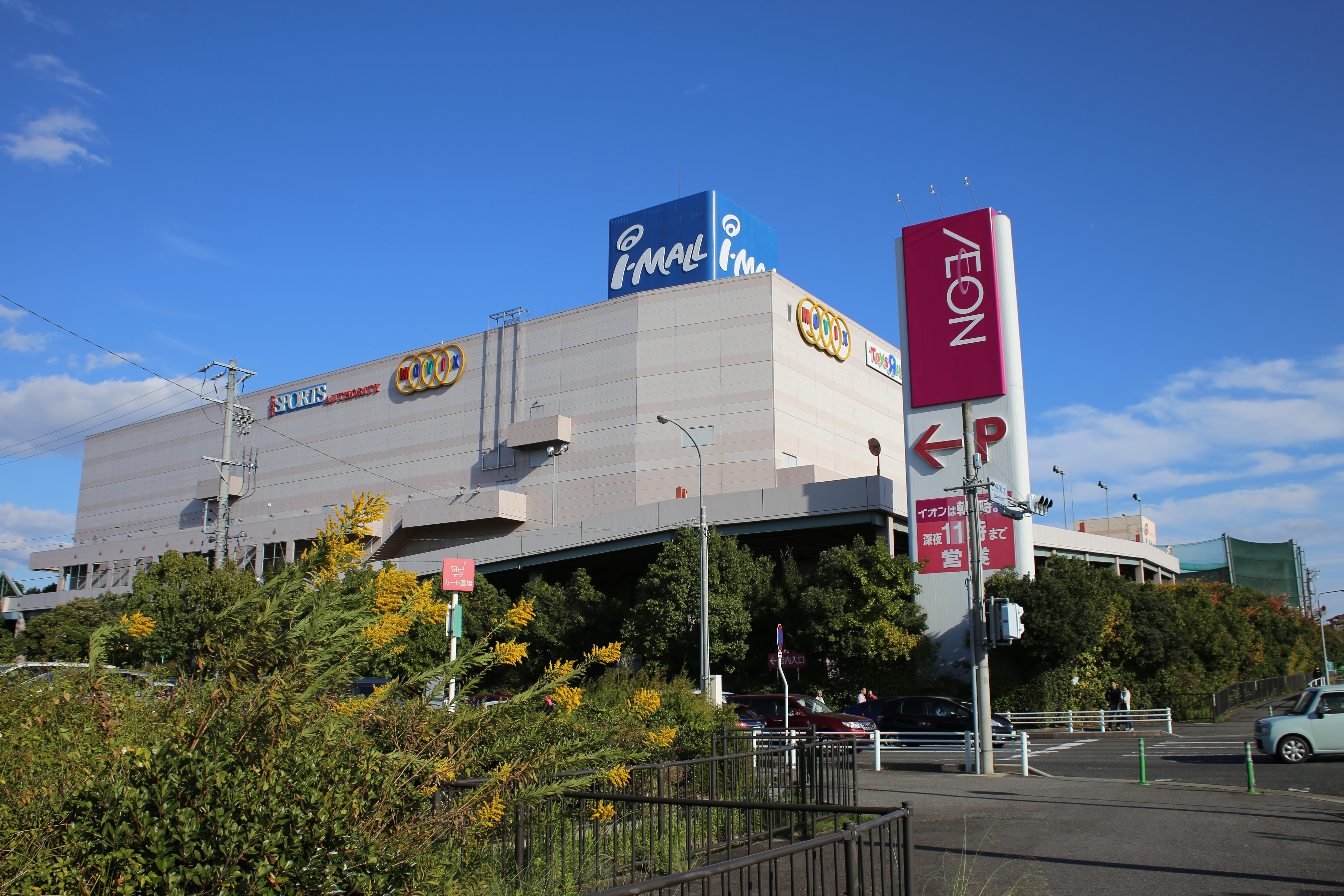
アイ・モール三好

#### 商業
主な商業施設
- アイ・モール三好 - イオン三好店、MOVIX三好など70の専門店
- メグリア三好店
- ベイシアスーパーセンター三好店
- カーマホームセンター三好インター店
- コノミヤ三好店
- フィール三好店
- ピアゴ黒笹店
- キンブルみよし店

#### 運輸業
- カネヨシ本社、みよし物流センター

## 生活基盤
電力
- 中部電力
  - 本市を担当する中部電力パワーグリッドの営業所は、豊田市にある豊田営業所である[13]。

ガス
- 東邦ガス 豊田営業所[14]

上水道
- 愛知中部水道企業団

電信
- 西日本電信電話（NTT西日本）- NTT西日本-東海（NTTビジネスソリューションズ）

## 教育

### 大学

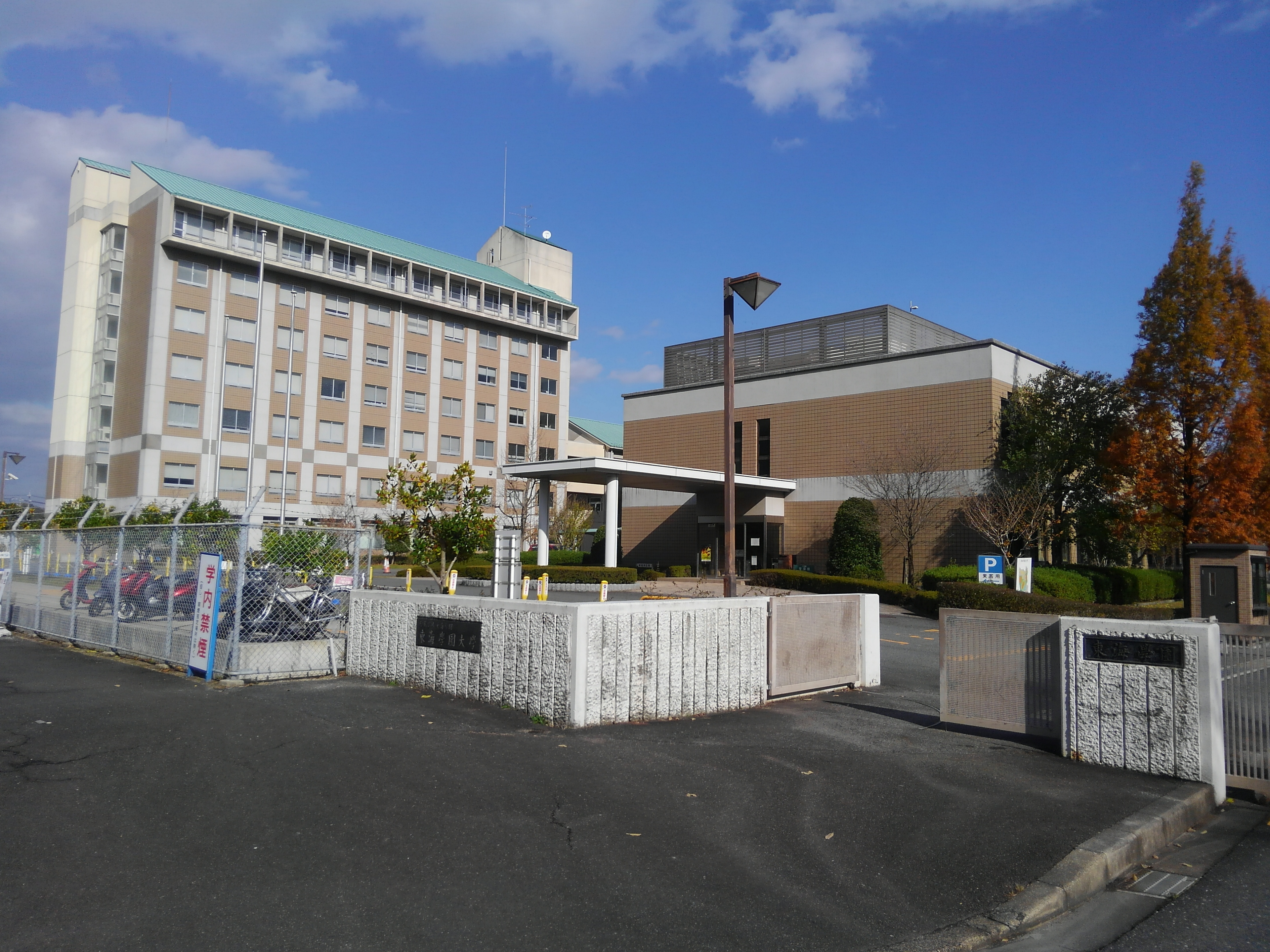
東海学園大学

私立
- 東海学園大学

### 専門学校
私立
- 東海医療工学専門学校

### 高校

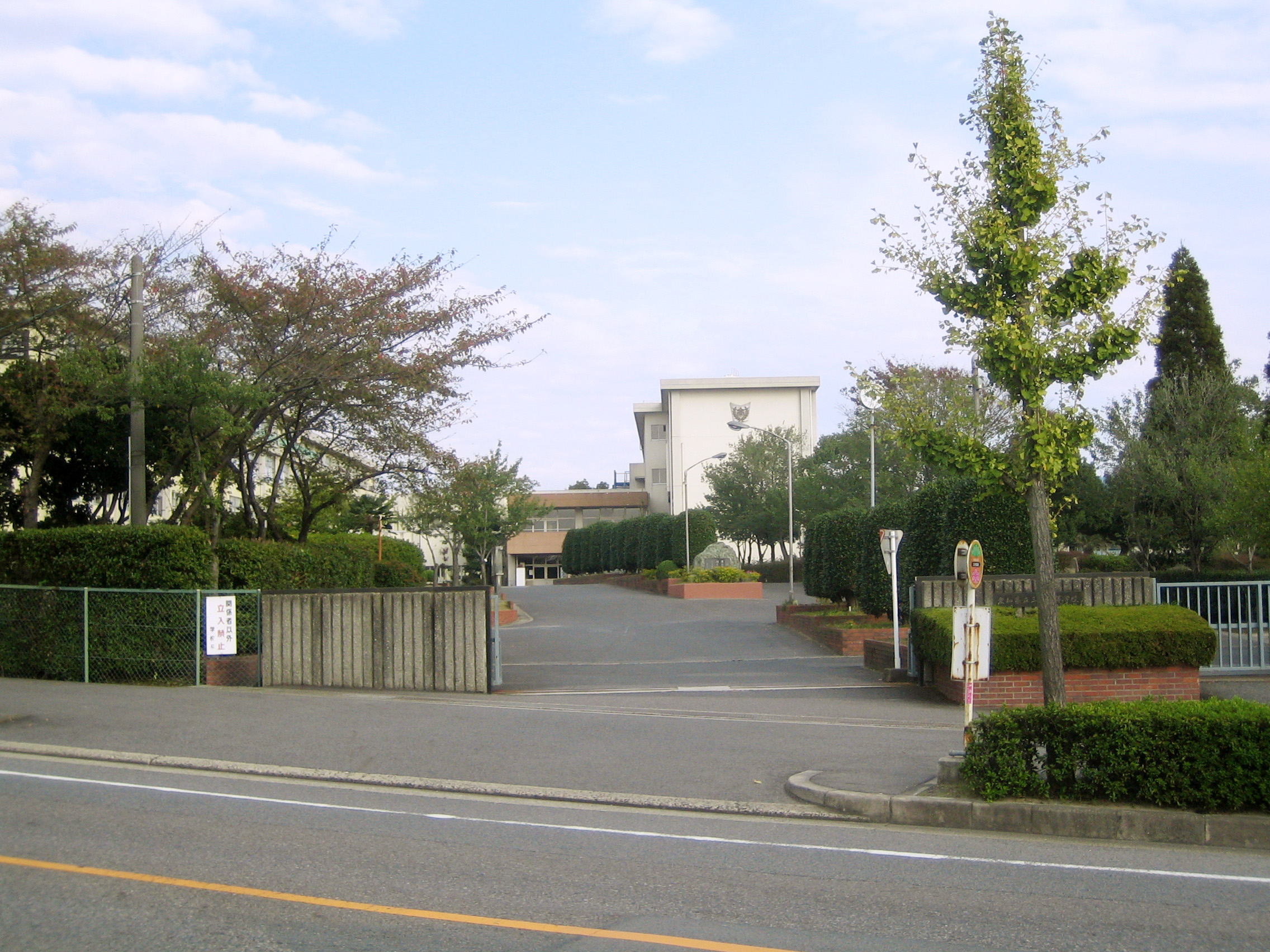
愛知県立三好高等学校

みよし市在住の中学生は、公立高校の場合、県内全域の専門科、三河学区の普通科、調整特例で、尾張学区のうち、愛知県立日進高等学校、愛知県立日進西高等学校、愛知県立東郷高等学校の各高校への志願が可能。
県立
- 愛知県立三好高等学校 - 普通科・スポーツ科学科

### 中学校
市立
| 開校年 | 現在の名称             | 1947年- | 1981年- | 1984年- | 2006年- |
| ------ | ---------------------- | ------- | ------- | ------- | ------- |
| 1947年 | みよし市立三好中学校   | 三好    | 三好    | 三好    | 三好    |
| 1984年 | みよし市立南中学校     | 三好    | 三好    | 南      | 南      |
| 1981年 | みよし市立北中学校     | 三好    | 北      | 北      | 北      |
| 2006年 | みよし市立三好丘中学校 | 三好    | 北      | 北      | 三好丘  |

- みよし市立北中学校
- みよし市立三好中学校
- みよし市立南中学校
- みよし市立三好丘中学校

### 小学校
市立
| 開校年 | 現在の名称             | 1945年- | 1973年- | 1980年- | 1990年- | 1997年- | 2007年- |
| ------ | ---------------------- | ------- | ------- | ------- | ------- | ------- | ------- |
| 1875年 | みよし市立北部小学校   | 北部    | 北部    | 北部    | 北部    | 北部    | 北部    |
| 2007年 | みよし市立黒笹小学校   | 北部    | 北部    | 北部    | 北部    | 北部    | 黒笹    |
| 1997年 | みよし市立緑丘小学校   | 北部    | 北部    | 北部    | 北部    | 緑丘    | 緑丘    |
| 1990年 | みよし市立三好丘小学校 | 北部    | 北部    | 北部    | 三好丘  | 三好丘  | 三好丘  |
| 1873年 | みよし市立中部小学校   | 中部    | 中部    | 中部    | 中部    | 中部    | 中部    |
| 1980年 | みよし市立三吉小学校   | 中部    | 中部    | 三吉    | 三吉    | 三吉    | 三吉    |
| 1973年 | みよし市立天王小学校   | 中部    | 天王    | 天王    | 天王    | 天王    | 天王    |
| 1873年 | みよし市立南部小学校   | 南部    | 南部    | 南部    | 南部    | 南部    | 南部    |

- みよし市立三好丘小学校
- みよし市立緑丘小学校
- みよし市立北部小学校
- みよし市立天王小学校
- みよし市立中部小学校
- みよし市立三吉小学校
- みよし市立南部小学校
- みよし市立黒笹小学校

### 特別支援学校
県立
- 愛知県立三好特別支援学校

### 自動車学校
愛知県公安委員会指定自動車教習所
- 三好自動車学校（姉妹校：豊田自動車学校）

## 交通

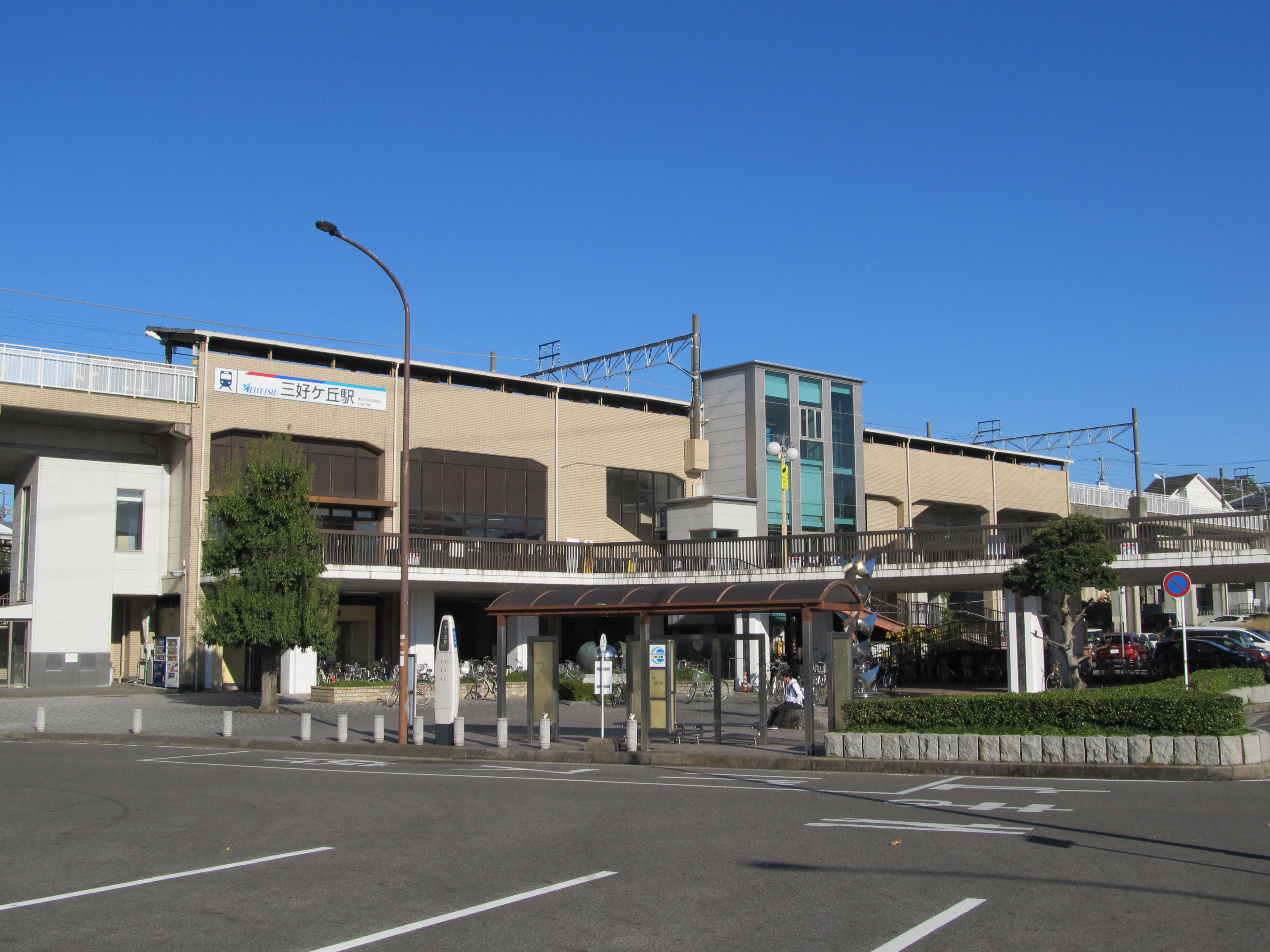
三好ヶ丘駅

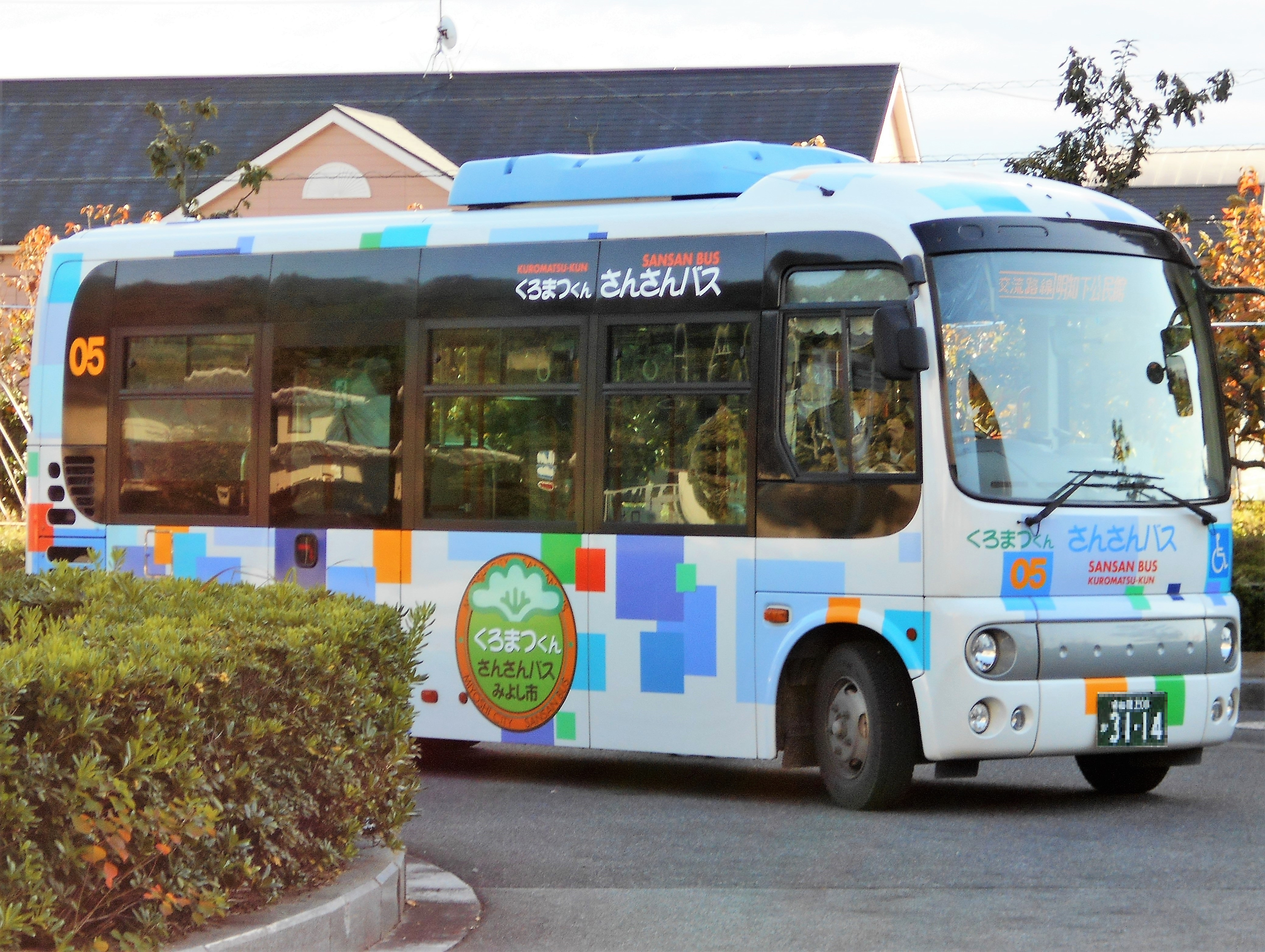
さんさんバス

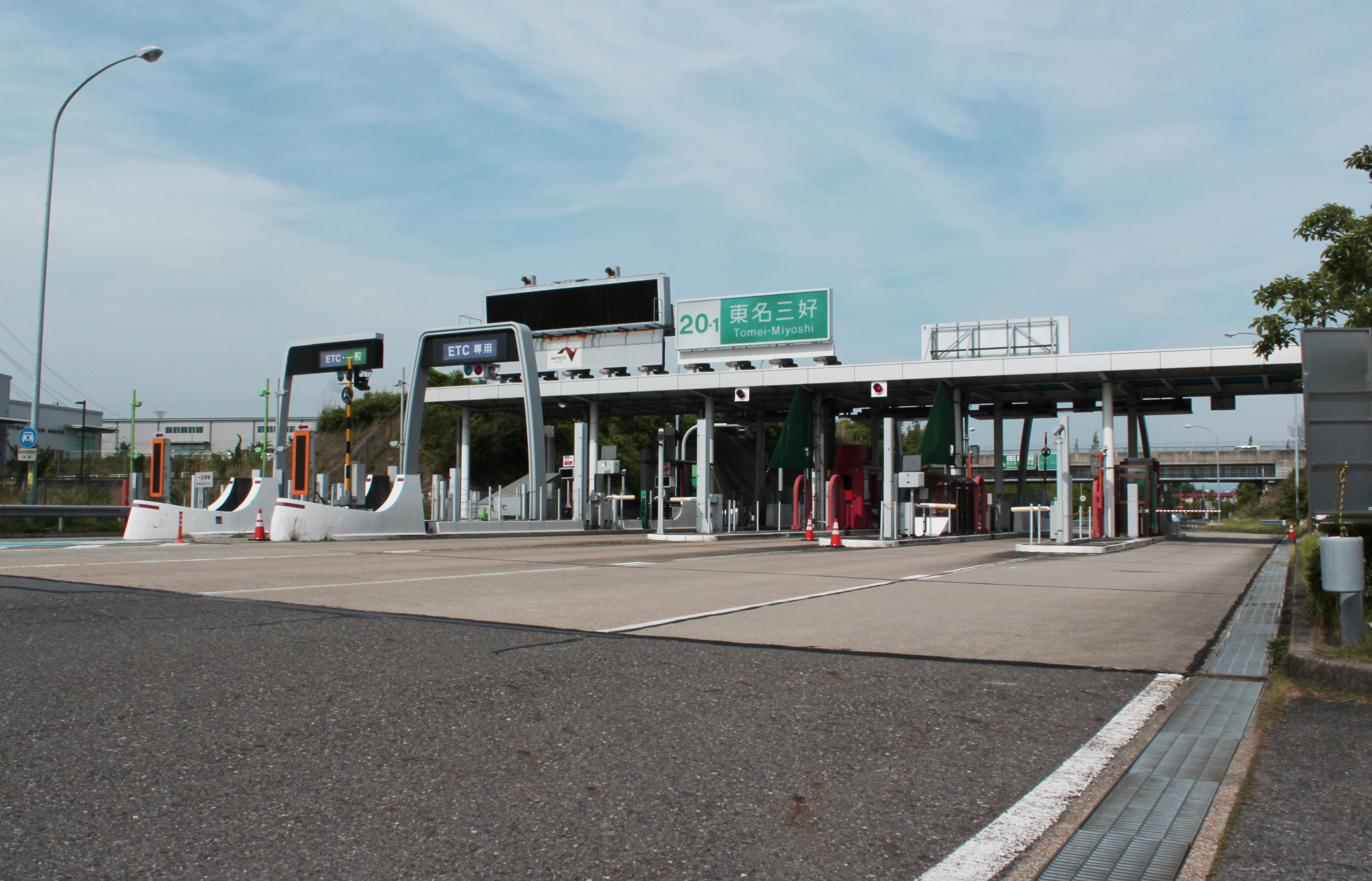
東名三好IC

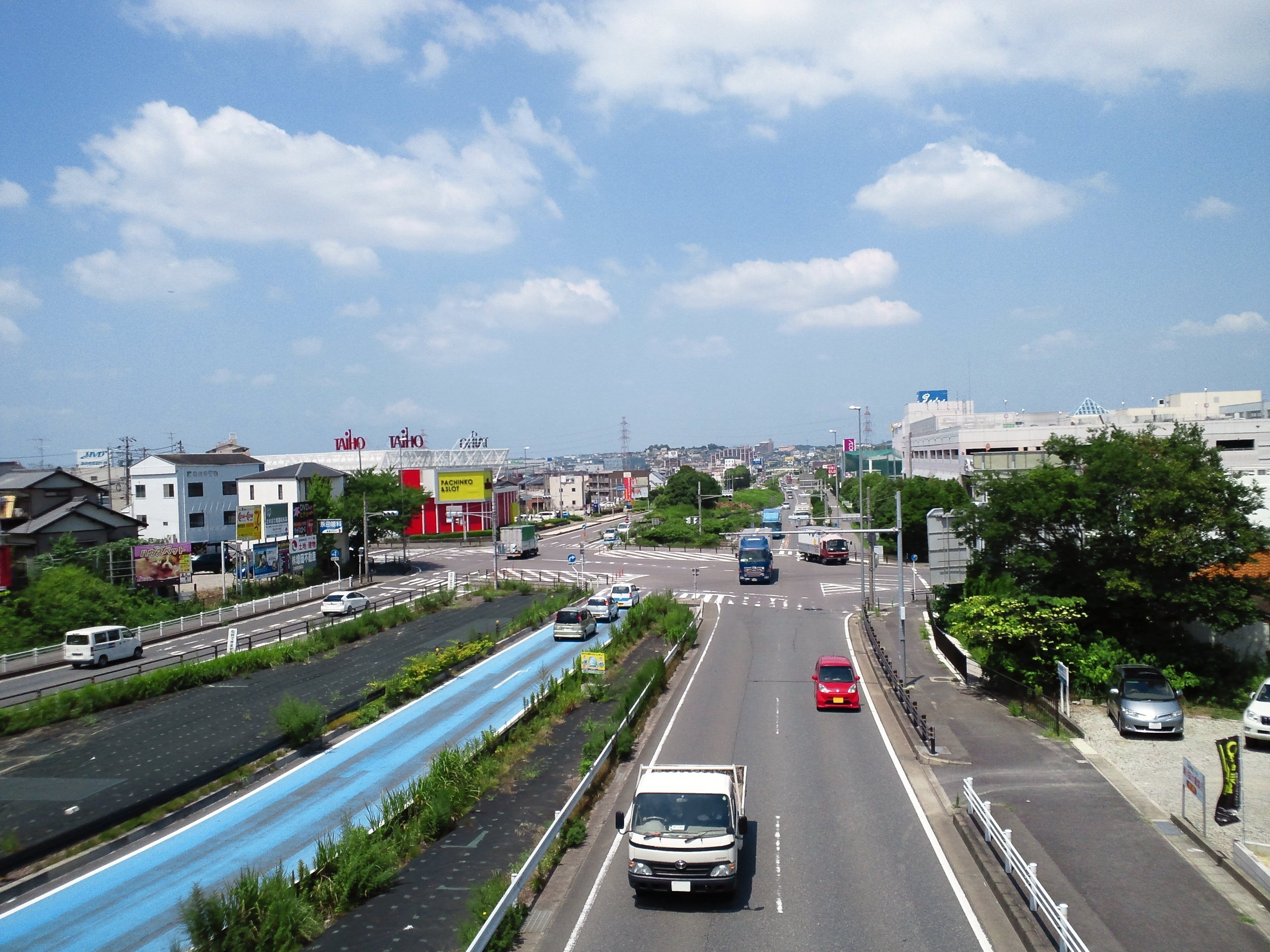
国道153号と三好前田交差点

### 鉄道
名古屋鉄道（名鉄）
豊田線：（日進市）- 黒笹駅 - 三好ヶ丘駅 -（豊田市）
市北部を通っており、中心部からは離れている。ただし、JTB時刻表では三好ヶ丘駅が市の中心駅となっている。

### バス

#### 路線バス
名鉄バス
- みよし市を経由して豊田市駅と赤池駅（日進市）を結ぶ路線。衣ヶ原経由と新屋経由の2路線のほか、赤池駅とイオン三好店アイモール前を結ぶ支線もある。
- みよし市役所西駐車場側の『三好』と知立駅を結ぶ路線。市南西部の『福田』バス停からは日進駅と知立駅を結ぶ路線も利用できる。2012年10月1日より、『三好』発着の路線はイオン三好店アイモール前まで延長された。

さんさんバス（巡回バス）
- コミュニティバス。市内で3コースが設けられている。

三好ヶ丘ループバス
- 2004年に廃止された名鉄バス「三好ヶ丘団地線」の路線を走るバス。会員制で運行されていたが、2008年6月1日より一般乗合バスとなった。半年で6,716人が乗車している。

#### 都市間バス
JR東海バス他
- 東名ハイウェイバス：東名三好BS

#### スクールバス
愛知学泉大学・日本赤十字豊田看護大学スクールバス
- 大学と三好ヶ丘駅を結ぶスクールバスを2004年10月から一般住民にも開放。運賃は1回100円。半年で2,444人が乗車している。

### タクシー
- 乗合タクシー - さんさんバスが通らない地区からさんさんバスへと乗り継ぐために運行されている、乗合タクシー。乗降所とバス停留所の間を走る（各路線については、さんさんバスに詳細な記載あり）。

### 道路

#### 高速道路
- 東名高速道路
  - （豊田市）- 東名三好BS -（20-1)東名三好IC -（日進市）

#### 国道
- 国道153号（豊田西バイパス）

#### 県道
主要地方道
- 愛知県道54号豊田知立線
- 愛知県道56号名古屋岡崎線

一般県道
- 愛知県道218号和合豊田線
- 愛知県道231号米野木莇生線
- 愛知県道232号鴛鴨みよし線
- 愛知県道234号みよし沓掛線
- 愛知県道284号宮上知立線
- 愛知県道520号豊田東郷線

#### 市内の道路通称名
- 福谷通り
- 三好丘通り
- 三好丘北通り
- 三好丘東通り
- ひばり丘通り

### ナンバープレート
- 車検証の住所（使用者）がみよし市の自動車には、三河ナンバーが交付される。

## 名所・旧跡・観光スポット

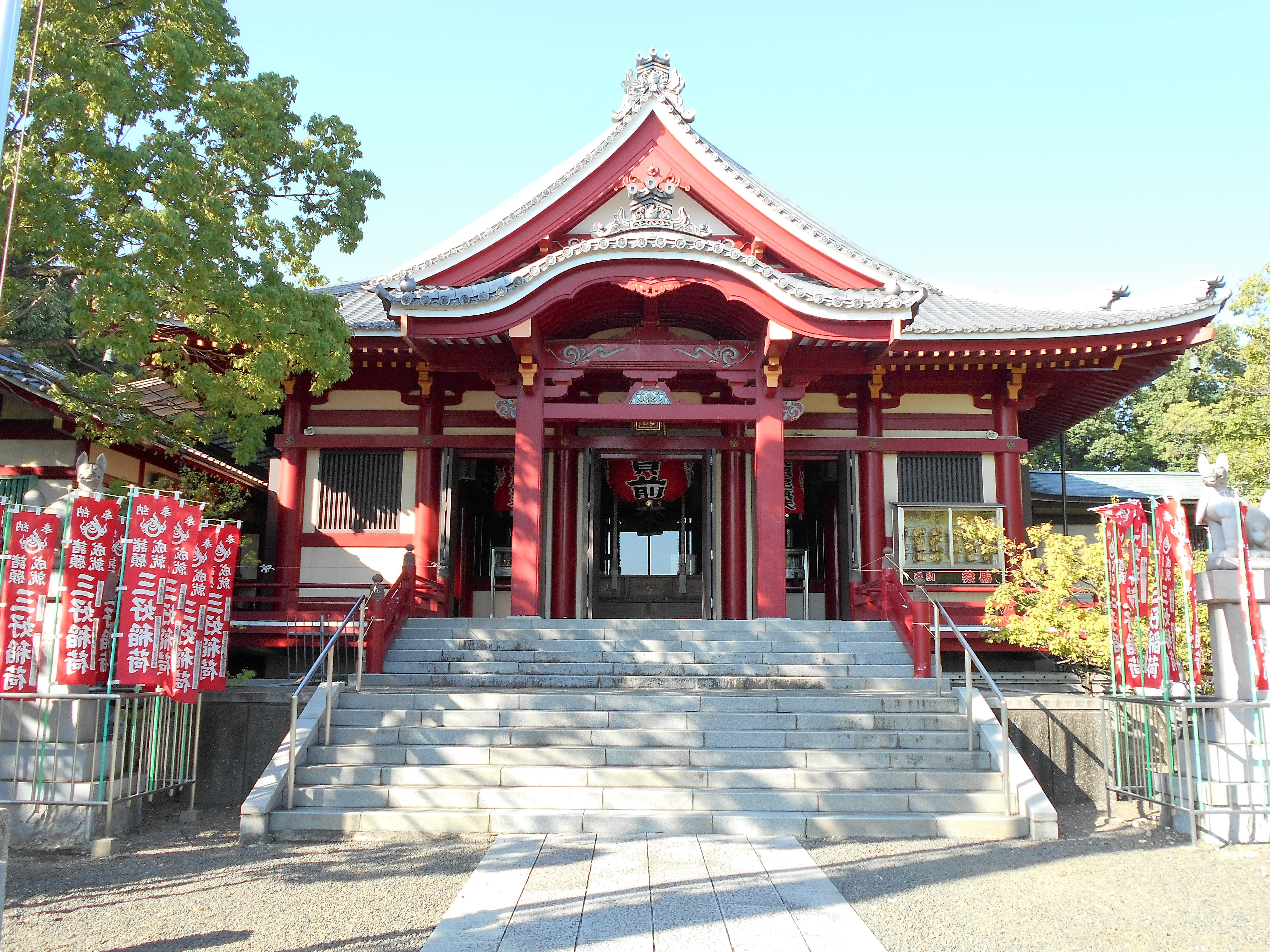
三好稲荷閣

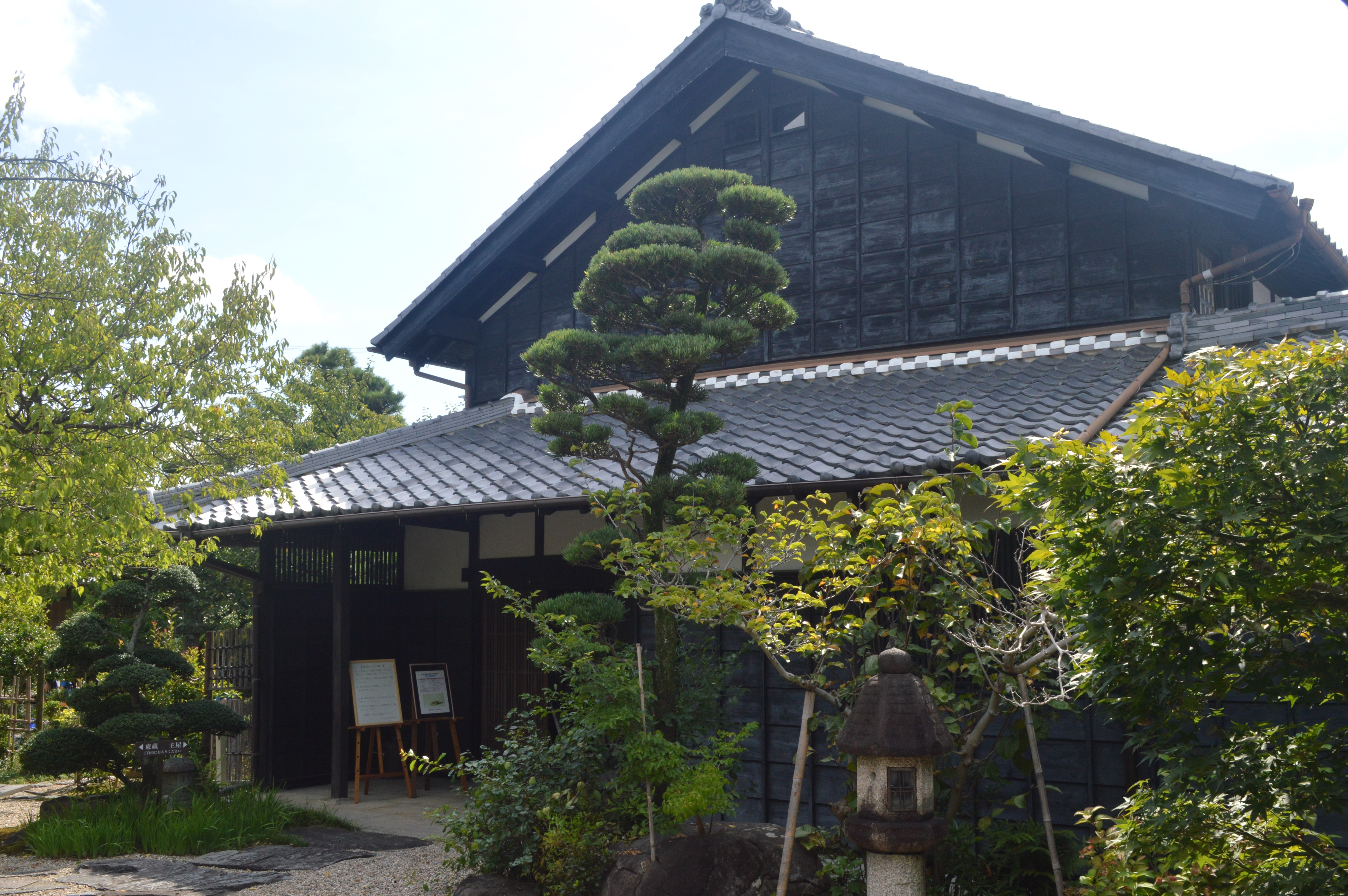
石川家住宅

### 文化財
市指定文化財
- 山車2輌（有形民俗文化財：江戸時代）…三好上と三好下。新屋の山車は2004年に火災にて焼失したため指定解除
- 金比羅宮（建造物：江戸時代）
- 黒笹27号窯（史跡：平安時代）
- 黒笹90号窯（史跡：平安時代）
- 三好稲荷閣夏季大祭奉納行事（無形民俗文化財）
- 石川家住宅（有形文化財：明治時代）

### 名所・旧跡
主な城郭
- 福谷城跡

主な寺院
- 法春寺
- 観音寺
- 福谷寺
- 大覚寺
- 薬王寺
- 無量寺
- 禮善寺
- 岩蔵寺
- 全海寺
- 満福寺・三好稲荷閣
- 医王寺
- 阿弥陀寺
- 与願寺
- 薬師堂
- 法念寺
- 海福寺
- 大覚寺

主な神社
- 明知神明宮
- 八幡神社
- 御嶽神社
- 八柱神社
- 御岳神社
- 末広稲荷大明神
- 莇生神社
- 東明神社
- 天王神社
- 御嶽神社
- 神明社
- 弥栄神社
- 八柱社
- 三好八幡宮

### 観光スポット
- 三好池（約2,000本の桜）
- 保田ヶ池

### 娯楽施設
- MOVIX三好 - アイ・モール三好にある映画館（シネコン）。12スクリーン。2000年10月28日にオープン。
- 三好劇場 - 1960年代・1970年代の大字三好にあった映画館。
- たから劇場 - 1950年代の陣取山にあった映画館。

## 文化

### 祭事・催事

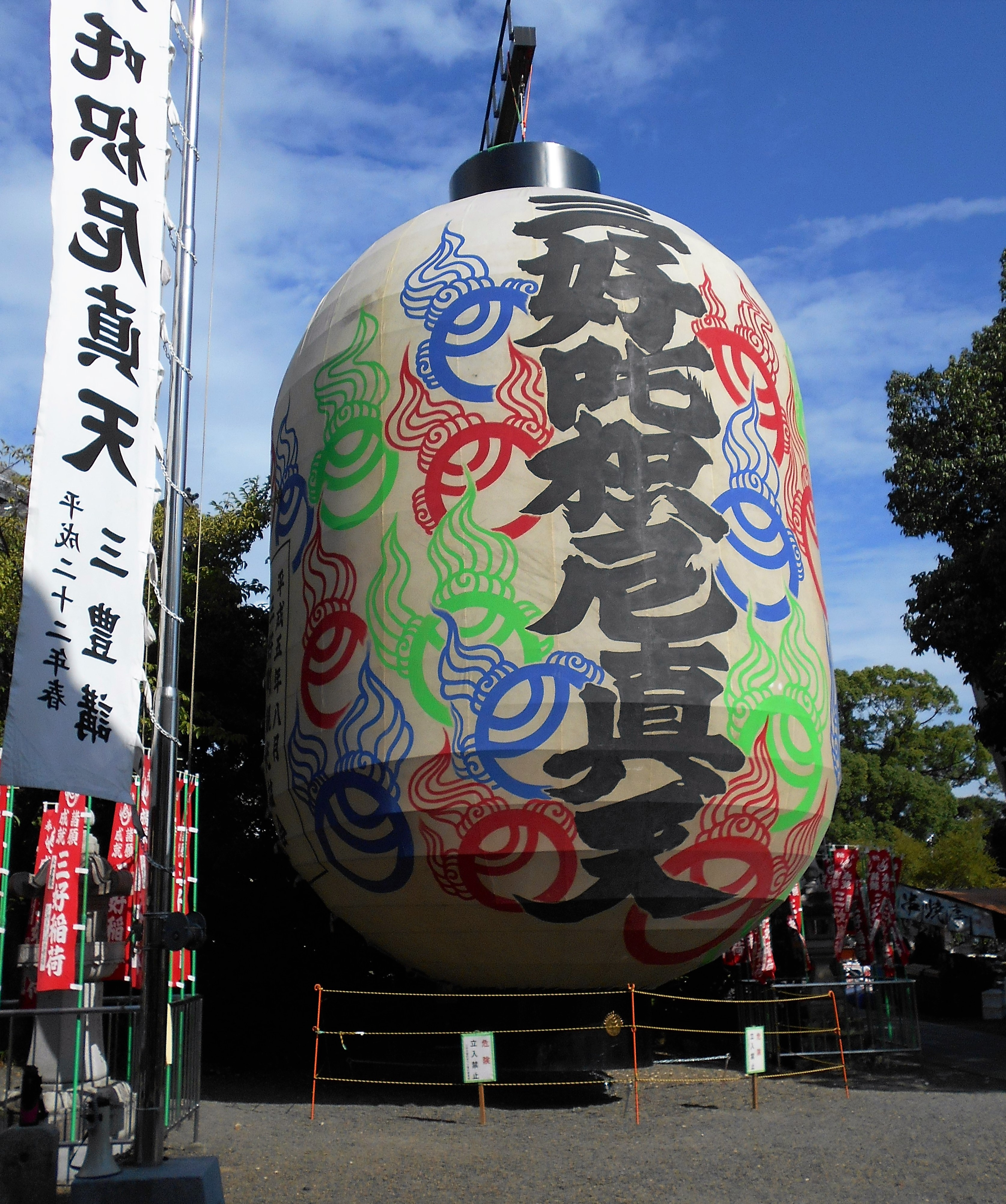
三好大提灯まつりの大提灯

三好大提灯まつりの大提灯は、2017年（平成29年）8月に「世界最大の吊り提灯」としてギネス世界記録に認定された。
また、棒の手（三好棒の手保存会）などの郷土芸能があり、祭事で奉納、発表を行っている。
祭事
- 三好桜まつり（三好公園、保田ヶ池公園 3月25日 - 4月15日）
- 三好池まつり（三好池 8月第1土曜日）
- 三好いいじゃんまつり（三好稲荷閣周辺道路 8月20日すぎの土曜日）
- 三好大提灯まつり（三好稲荷閣 8月20日すぎの日曜日）
- 天王神社大祭（天王神社 10月第1日曜日）
- 三好八幡社秋の大祭（三好八幡社 10月第3日曜日）[注釈 4]

催事
- 東海クラシック（三好カントリー倶楽部 10月）
- アートタウン三好彫刻フェスタ

## 出身関連著名人
- 伊豆原麻谷 - 江戸時代の画家。
- 石川恒夫 - 実業家。中京テレビ放送会長。
- 太田朋子 - 遺伝子学者。国立遺伝学研究所名誉教授。
- 神取秀樹 - 物理学者。名古屋工業大学教授。
- 段田男 - 演歌歌手、大工。
- 秋田豊 - サッカー選手・サッカー指導者。
- 志野光子 - 外交官。駐ドイツ大使、国連大使。
- 竹内香苗 - アナウンサー。
- 長野美郷 - アナウンサー。
- PINKFOX - みよし市を中心に活動するアイドルグループ。
- 深田茉莉 - スノーボード選手。